# Casanova (film, 2005)
Pour les articles homonymes, voir Casanova (homonymie).
Pour plus de détails, voir Fiche technique et Distribution.
Casanova est un film américain réalisé par Lasse Hallström, sorti en 2005.

## Synopsis
Il est le plus grand séducteur du monde. Aucune femme n'a pu résister au charme de cet homme flamboyant, maître des apparences et bel esprit... Jusqu'à aujourd'hui. Pour la première fois de sa vie, le légendaire Casanova se heurte à un obstacle.
La jeune beauté vénitienne Francesca le repousse. Grâce à ses déguisements et à ses ruses, Casanova parvient à se rapprocher de la jeune femme. Mais dans ce jeu bien plus dangereux que les autres, il risque non seulement sa vie et sa réputation, mais aussi sa seule chance de connaître la vraie passion...

## Fiche technique
- Réalisation : Lasse Hallström
- Scénario : Jeffrey Hatcher, Kimberly Simi
- Pays :  États-Unis
- Genre : Romance, Drame, Comédie
- Durée : 111 minutes
- Année de production : 2005
- Production : Touchstone Pictures
- Distribué par Buena Vista International
- Tournage : Venise

## Distribution
- Heath Ledger (V. F. : Adrien Antoine ; VQ : Gilbert Lachance) : Casanova
  - Eugene Simon : Casanova enfant
- Sienna Miller (V. F. : Céline Mauge ; VQ : Catherine Proulx-Lemay) : Francesca Bruni
- Jeremy Irons (V. F. : Jean Barney ; VQ : Jean-Luc Montminy) : Pucci
- Oliver Platt (V. F. : Bernard Alane ; VQ : Luis de Cespedes) : Paprizzio
- Lena Olin (V. F. : Tania Torrens ; VQ : Élise Bertrand) : Andrea
- Omid Djalili (V. F. : Michel Dodane ; VQ : Jean-Marie Moncelet) : Lupo
- Stephen Greif (VF : Philippe Catoire ; VQ : Claude Préfontaine) : Donato
- Ken Stott (VQ : Hubert Gagnon) : Dalfonso
- Tim McInnerny (V. F. : Gabriel Le Doze ; VQ : Pierre Auger) : le Doge
- Charlie Cox (V. F. : Alexis Tomassian) : Giovanni Bruni
- Natalie Dormer (V. F. : Karine Foviau) : Victoria
- Ben Moor (VQ : Jacques Lavallée) : Andolini
- Helen McCrory : la mère de Casanova, Zanetta
- Leigh Lawson : l'amoureux de Zanetta / Tito
- Philip Davis : Guardi
- Paddy Ward : Vittorio
- Lauren Cohan : sœur Beatrice
- Renzo Martini : le bedeau
- Lidia Biondi : la grand-mère de Casanova, Marsia

Source et légende : Version française (V. F.) sur AlloDoublage

## Musique
- Assagio No. 1 en sol mineur (Andante), composé par Johan Helmich Roman
- Concerto à 5, Op. 9 No. 10 en fa majeur pour violon, cordes & continuo (2. Adagio), composé par Tomaso Albinoni
- Concerto à 5, Op. 9 No. 4 en la majeur pour violon, cordes & continuo (2. Adagio), composé par Tomaso Albinoni
- Concerto à 5, Op. 9 No. 2 en ré mineur pour hautbois, cordes & continuo (1. Allegro e non presto), composé par Tomaso Albinoni
- Concerto à 5, Op. 9 No. 6 en sol majeur pour 2 hautbois, cordes & continuo (3. Allegro), composé par Tomaso Albinoni
- Tambourins I/II de la tragédie lyrique Dardanus, composé par Jean-Philippe Rameau
- Ouverture de la tragédie lyrique Zoroastre, composé par Jean-Philippe Rameau
- Air Grave de la tragédie lyrique Zoroastre, composé par Jean-Philippe Rameau
- Menuetts 1 et 2 de la tragédie lyrique Zoroastre, composé par Jean-Philippe Rameau
- Air Gai de la opéra-ballet Le Temple de la Gloire, composé par  Jean-Philippe Rameau
- Ouverture de la opéra-ballet Le Temple de la Gloire, composé par Jean-Philippe Rameau
- Ouverture de la opéra-ballet Les Fêtes de Polymnie, composé par Jean-Philippe Rameau
- Ouverture de la comédie-ballet Platée de Jean-Philippe Rameau
- Gavotte de la opéra-ballet Les Indes galantes, composé par Jean-Philippe Rameau
- Rigaudons en Rondeau de la opéra-ballet Les Indes galantes, composé par Jean-Philippe Rameau
- Ouverture de la pastorale Acanthe et Céphise, composé par Jean-Philippe Rameau
- Ballet Figure (1st Gavotte) de la pastorale Naïs, composé par Jean-Philippe Rameau
- Ouverture de la pastorale Naïs, composé par Jean-Philippe Rameau
- Ouverture de la pastorale Zaïs, composé par Jean-Philippe Rameau
- Concerto pour violoncelle No. 3 en ré mineur (2. Amoroso), composé par Leonardo Leo
- Concerto en ut majeur pour mandoline, cordes & continuo (1. Allegro), composé par Antonio Vivaldi
- Concerto en ré majeur pour luth, 2 violons & continuo (3. Allegro), composé par Antonio Vivaldi
- Sinfonia de la opera Farnace, composé par Antonio Vivaldi
- Concerto pour violon Il cimento dell'armonia e dell'invenzione, Op. 8, No. 11 en ré majeur (2. Largo), composé par Antonio Vivaldi
- Concerto pour 2 violons, violoncelle & cordes L'estro armonico, Op. 3, No. 2 en sol mineur (1. Adagio e spiccato), composé par Antonio Vivaldi
- Concerto pour clavecin en si bémol majeur (2. Grave), composé par Francesco Durante
- Concerto pour clavecin en si bémol majeur (1. Allegro non troppo), composé par Francesco Durante
- Concerto pour 2 violons, alto & continuo en la majeur No. 8 La Pazzia (1. Allegro), composé par Francesco Durante
- Concerto en ut majeur No. 1 pour clavecin & cordes (2. Larghetto, 3. Rondo), composé par Giovanni Paisiello
- Ouverture de La Madrilena, composé par Vicente Martín y Soler
- Casanova's Lament, musique traditionnelle, paroles originales de Björn Ulvaeus, interprété par Tommy Körberg
- Sonate pour violon & continuo, Op. 5 No. 11 en mi majeur (5. Gavotta - Allegro), composé par Arcangelo Corelli
- Sonate pour violon & continuo, Op. 5 No. 7 en ré mineur (3. Sarabanda - Largo), composé par Arcangelo Corelli
- Bourée de Plaisirs Champêtres, composé par Jean-Féry Rebel
- Tastar de Corde, Recercar Dietro, composé par Joan Ambrosio Dalza et interprété par Christopher Wilson et Shirley Rumsey
- Rigaudon de Water Music, Suite No. 3 en sol majeur, composé par Georg Friedrich Händel
- Bourée de Music for the Royal Fireworks, composé par Georg Friedrich Händel
- Loure de Tafelmusik 1, composé par Georg Philipp Telemann
- Bella Gioiosa, composé par Fabritio Caroso